# LPAR4
LPAR4 (англ. Lysophosphatidic acid receptor 4) – білок, який кодується однойменним геном, розташованим у людей на X-хромосомі. Довжина поліпептидного ланцюга білка становить 370 амінокислот, а молекулярна маса — 41 895.
| 10         |  | 20         |  | 30         |  | 40         |  | 50         |
| ---------- |  | ---------- |  | ---------- |  | ---------- |  | ---------- |
| MGDRRFIDFQ |  | FQDSNSSLRP |  | RLGNATANNT |  | CIVDDSFKYN |  | LNGAVYSVVF |
| ILGLITNSVS |  | LFVFCFRMKM |  | RSETAIFITN |  | LAVSDLLFVC |  | TLPFKIFYNF |
| NRHWPFGDTL |  | CKISGTAFLT |  | NIYGSMLFLT |  | CISVDRFLAI |  | VYPFRSRTIR |
| TRRNSAIVCA |  | GVWILVLSGG |  | ISASLFSTTN |  | VNNATTTCFE |  | GFSKRVWKTY |
| LSKITIFIEV |  | VGFIIPLILN |  | VSCSSVVLRT |  | LRKPATLSQI |  | GTNKKKVLKM |
| ITVHMAVFVV |  | CFVPYNSVLF |  | LYALVRSQAI |  | TNCFLERFAK |  | IMYPITLCLA |
| TLNCCFDPFI |  | YYFTLESFQK |  | SFYINAHIRM |  | ESLFKTETPL |  | TTKPSLPAIQ |
| EEVSDQTTNN |  | GGELMLESTF |  |            |  |            |  |            |

A: Аланін

C: Цистеїн

D: Аспарагінова кислота

E: Глутамінова кислота

F: Фенілаланін

G: Гліцин

H: Гістидин

I: Ізолейцин

K: Лізин

L: Лейцин

M: Метіонін

N: Аспарагін

P: Пролін

Q: Глутамін

R: Аргінін

S: Серин

T: Треонін

V: Валін

W: Триптофан

Кодований геном білок за функціями належить до рецепторів, g-білокспряжених рецепторів, білків внутрішньоклітинного сигналінгу. 
Білок має сайт для зв'язування з ліпідами. 
Локалізований у клітинній мембрані, мембрані.